# XPDL
L'XPDL (XML Process Definition Language) è un linguaggio di markup ideato per la definizione dei processi di lavoro, standardizzato dalla WFMC (WorkFlow Management Coalition). Per processo di business si intende l'insieme di operazioni che servono per implementare un'idea e portarla alla sua realizzazione utilizzando le risorse (umane e fisiche) all'interno di un'azienda.
L'XPDL è tratto dall'XML e definisce uno schema standard per la rappresentazione di un processo di business attraverso un workflow. L'obiettivo di tale standardizzazione è quello di fornire un punto di riferimento unico per la rappresentazione dei processi di lavoro e per garantire l'interoperabilità tra le applicazioni software che gestiscono tali processi.